# Arimã
Angra Mainiu, Ahriman, Arimã ou Arimane ( / ul ŋ r ə m aɪ nj u / ; avéstico: 𐬀𐬢𐬭𐬀⸱𐬨𐬀𐬌𐬥𐬌𐬌𐬎) é o deus da escuridão, da destruição, da morte, do mal e da desordem para os seguidores do zoroastrismo. Em oposição a seu irmão gêmeo, Aúra-Masda, Arimã deseja levar os homens à devassidão e corrupção. Ele é o senhor das trevas que cega os homens que buscam a verdadeira visão —seus métodos são vis e enganadores, ele corrompe os homens com desejos que os desviam da "trilha verdadeira". Ele é o senhor de todos os Devas (deuses malignos), e os utiliza em todos os seus propósitos malignos.

## Mito
Angra Mainiu e Aúra-Masda eram filhos de Zurvan (o Tempo), que tinha características tanto masculinas quanto femininas. Zurvan disse que o primogênito dos dois seria o mais forte, o que levou Angra Mainiu a sair primeiro do ventre de Zurvan. Por isso, Zurvan profetizou que o poder de Angra Mainiu duraria mil anos, após o que seu império do mal seria destruído.

## Imagem
Rudolf Steiner, que fundou a antroposofia do movimento espiritual esotérico, usou o conceito de Arimã para citar uma das duas forças extremas que afastam a humanidade da influência centralizadora de Cristo. Steiner associou Arimã, o espírito inferior, ao materialismo, à ciência, à hereditariedade, à objetividade e ao endurecimento da alma. Ele achava que o cristianismo contemporâneo estava sujeito à influência arimânica, pois tendia a interpretações materialistas. Steiner previu que Arimã, como um Ser suprassensível, encarnaria em uma forma terrena, "algum tempo depois de nossa atual existência terrena, de fato no terceiro milênio pós-cristão".

## Arquétipo do mal
Arimã ou Arimane é um arquétipo mitológico semelhante ao Satã judaico-cristão, mas não se sabe se este deriva de Arimã, ou se ocorre o contrário. Embora o antropólogo Joseph Campbell afirme que o zoroastrismo foi o primeiro monoteísmo ortodoxo amplamente aceito, pois foi a primeira grande doutrina monoteísta a ser adotada oficialmente por um grande império de influência mundial: o Império Aquemênida (o cristianismo e o islamismo só seriam adotados por grandes impérios bem depois, com o Império Romano e o Império Islâmico, respectivamente). Os Zoroastristas acreditavam que não existia deus se não Aúra-Masda. Indiferentemente da origem, Arimã representa o lado sombrio da alma de todos os homens, o ego que os guia a prazeres fúteis e os afasta de tudo o que é bom.